# Schlacht bei Grosmont
Die Schlacht bei Grosmont war eine Schlacht zwischen einer walisischen und einer englischen Armee während der Rebellion von Owain Glyndŵr. Sie endete mit einer schweren walisischen Niederlage. 
Im Februar 1405 zog eine angeblich 8000 Mann starke walisische Armee unter der Führung von Owain Glyndŵr, seinem Sohn Gruffydd und von Rhys Gethin von Cardiff und Newport Richtung Caerleon und Usk, um diese Burgen anzugreifen. Auf dem Weg plünderten und zerstörten sie Grosmont, das damals zu den bedeutendsten Städten in Südostwales gehörte, und belagerten Grosmont Castle. Als Entsatz rückte eine englische Armee unter Prinz Harry of Monmouth aus Hereford an. Neben dem Sohn des Königs befanden sich mit Gilbert Talbot, William Newport, John Greindre und anderen mehrere Ritter des Hofstaats des Prinzen bei der Armee. Die englische Armee konnte die Waliser, die noch die Stadt plünderten, überraschen und besiegen. Angeblich sollen zwischen 800 und 1000 Waliser gefallen sein. 
Zusammen mit der Niederlage in der Schlacht von Pwll Melyn wenige Wochen später und dem Scheitern des walisischen Vorstoßes nach England im August bildete die Schlacht bei Grosmont einen Wendepunkt der Rebellion.